# L'Ami Méritarte
L'Ami Méritarte is een kort verhaal van Guillaume Apollinaire uit de bundel Le poète assassiné.
Apollinaire was een gedreven volger van de kunstvormen die in zijn tijd ontstonden. Hij vond in zijn korte verhalen zelf nieuwe kunstvormen uit, zoals artistieke plastische chirurgie. In L'Ami Méritarte (onze vriend Méritarte) gaat het om gastronomie als hogere kunst.

## Het verhaal
De hoofdpersoon, Méritarte, is van plan 'om een culinaire kunst te ontwikkelen die niet alleen de eetlust en de smaak bevredigt, maar net als de andere kunsten ook het verstand aanspreekt.' Hij schotelt zijn vrienden achtereenvolgens een eetbaar drama, een komisch en een lyrisch menu, een epische maaltijd en een filosofisch diner voor. Het slotakkoord is een satirisch feestmaal, waarbij de gasten sterven na het eten van giftige paddenstoelen.